# Liste der Bodendenkmale in Hecklingen
In der Liste der Bodendenkmale in Hecklingen sind alle Bodendenkmale der Stadt Hecklingen und ihrer Ortsteile aufgelistet. Grundlage ist die Veröffentlichung der Landesdenkmalliste mit Stand vom 25. Februar 2016.  Die Baudenkmale sind in der Liste der Kulturdenkmale in Hecklingen aufgeführt.
| Denkmal-ID | Fundart             | Ortsteil                | Bezeichnung                                   | Zeitstellung       | Lage                                                                          | Bemerkungen | Bild |
| ---------- | ------------------- | ----------------------- | --------------------------------------------- | ------------------ | ----------------------------------------------------------------------------- | --- | ---- |
| 428300361  | Grabmal > Grabhügel | Cochstedt               | Grabhügel                                     | Neolithikum        | 1,8 km NW vom Ort, im Jagen 8 des Hakels ()                                   | Ca. 3 m hoher Grabhügel (gut erhalten), Durchmesser ca. 20 m. |      |
| 428300362  | Grabmal > Grabhügel | Cochstedt               | Grabhügel                                     | Neolithikum        | 2,0 km SW vom Ort, am S-Rand des Hakels ()                                    | Kein Hügel mehr erkennbar, wohl durch maschinelle Bearbeitung stark eingeebnet. |      |
| 428300360  | Grabmal > Grabhügel | Cochstedt               | Grabhügel                                     | Neolithikum        | 2,2 km NW vom Ort, im Jagen 9 des Hakels ()                                   | Ca. 2 m hoher Grabhügel, Durchmesser 18 m, mit Eingriffsspuren am Rand. |      |
| 428300359  | Grabmal > Grabhügel | Cochstedt               | 2 Hügelgräber                                 | Neolithikum        | 2,0 km SW vom Ort ()                                                          | Gruppe von 2 Hügeln, im Jagen 5 des kleinen Hakels. Am Wegrand ein ca. 1,5 m hoher, bis 15 m Durchmesser umfassender Grabhügel. Weiter nordwestl. anschließend ein etwas flacherer Grabhügel mit knapp 10 m Durchmesser. |      |
| 428311124  | Grabmal > Grabhügel | Cochstedt               | Grabhügel – kein OBD                          | undatiert          | westl. des Ortes ()                                                           | Nicht zu lokalisieren. |      |
| 428311125  | Grabmal > Grabhügel | Cochstedt               | Grabhügel – kein OBD                          | undatiert          | westl. vom Ort ()                                                             | Nicht zu lokalisieren. |      |
| 428310105  | Befestigung > Burg  | Hecklingen (Gänsefurth) | überbaute Burganlage. Schloss                 | undatiert          | an der Bode (Lage)                                                            | Privatisiert und saniert. Bebauung reicht z. T. bis an die Bode. Vor der heutigen Umfassungsmauer ein fast ausgetrockneter bzw. verlandeter Graben. Jetzige Anlage parkähnlich.                                          |      |
| 428310124  | Befestigung         | Hecklingen              | Siedlung / Burganlage – Kein OBD              | Neolithikum        | südl., „Alte Burg“ (Lage)                                                     | Gut sichtbare Anhöhe im Gelände. Weder Wall- noch Grabenreste erkennbar, Größe der Anlage nicht zu ermitteln. |      |
| 428310125  |                     | Hecklingen              | paläol. Fundplatz – kein OBD                  | Paläolithikum      | südöstl., „Ochsenberg“ ()                                                     | Altfund Faustkeil (20er Jahre). Erhebung im Umkreis. Geologisch tiefer liegend mittlerer Buntsandstein. Unter dünner Humusschicht rötlicher Ton.                                                                         |      |
| 428310205  | besonderer Stein    | Hecklingen              | Grenzstein (Anhalt-Preußen)                   | Neuzeit (ab ~1500) | südwestl. vom Ort, Gemarkungsgrenze zu Winningen, neben dem Menhir stehend () | Sandstein. Ragt ca. 0,80 m aus der Erde, ca., 0,43 m breit, ca. 0,35 m dick, oben gerundet. Inschrift: KP No 1 (Königreich Preußen) und AB (Anhalt-Bernburg).                                                            |      |
| 428311138  | besonderer Stein    | Hecklingen              | Menhir „Langer Stein“                         | undatiert          | SW v. Ort ()                                                                  | An einem Feldweg neben einem Grenzstein liegend. Wohl als Grenzstein genutzt (Inschrift No2). Quarzit, Höhe 2,08 m, Breite 1,7 m (unten). Verjüngt sich nach oben, dort 0,45 m stark.                                    |      |
| 428311140  | Grabmal > Grabhügel | Hecklingen              | ehemal. Grabhügel, abgetragen und zerstört    | undatiert          | Ochsenberg (siehe auch 428310125 – paläöl. Fpl.) ()                           | Schon zu Beginn des 20. Jh. durch Erdabbau abgetragen. Fundmeldung von 1911 (Schnurkeramische Grabbeigaben). Nachfolgend mehrfach Einzelfunde. Kein OBD mehr.                                                            |      |
| 428311139  | Befestigung         | Hecklingen              | Wartturm, Steinbornsche Warte ‚Mäuseturm‘     | Mittelalter        | westl. v. Ort (Lage)                                                          | Innendurchmesser des Turmes 1,5 m, Wandstärke 0,8 m. |      |
| 428310167  | Befestigung         | Hecklingen              | Befestigung (Grabenwerk)                      | Neolithikum        | südl., Nähe Burgtal ()                                                        | Leichte Anhöhe im hügeligen Gelände, dicht an einer Steilkante. Gräben oder Wälle nicht erkennbar. |      |
| 428310122  | Befestigung > Burg  | Schneidlingen           | überbaute Burganlage, Wasserburg              | undatiert          | ehem. Gut, Höhenlage, südl. Dorfrand (Lage)                                   | Privatisiert und teilsaniert. Durch jüngere Überbauung von der ursprünglichen Anlage nichts mehr zu erkennen. |      |
| 428310123  | Befestigung         | Schneidlingen           | abgetragene Höhenburg in Spornlage – kein OBD | undatiert          | südöstl. „Kollerburg“ (Lage)                                                  | Auf einer markanten Anhöhe. Auf der Bergkuppe viele Kalksteine, evtl. Reste der früheren Bebauung, die wohl erst im 19. Jh. endgültig beseitigt wurde.                                                                   |      |